# Rhynchina lithinata
Rhynchina lithinata là một loài bướm đêm trong họ Erebidae.